# Piet Terhal
Petrus Hendricus Johannes Jacobus (Piet) Terhal (1935-2020) was een Nederlands econoom.
Hij studeerde filosofie in Nijmegen en wis- en natuurkunde in Leiden.
Daarna werd hij medewerker op de Nederlandsche Economische Hoogeschool waar hij studie deed naar de ontwikkeling op het Indiase platteland en waar hij promoveerde met een proefschrift over de toepasbaarheid van de ideeën over ontwikkeling van de Franse denker Teilhard de Chardin.
Hij was directeur van het Centrum voor Ontwikkelingsprogrammering van de Erasmus Universiteit Rotterdam.
In 1991 richtte Terhal met zijn leermeester Jan Tinbergen de Nederlandse vereniging van Economen voor Vrede (EVV) op.
Van 1996 tot 2008 was hij voorzitter van de stichting Oikos (Oecumenisch Instituut voor Kerk en Ontwikkelingssamenwerking).
- Bibliothèque nationale de France: cb120817755 (data)
- Gemeinsame Normdatei: 170603563
- International Standard Name Identifier: 0000 0000 5187 9271
- Library of Congress Control Number: nr89000929
- Nederlandse Thesaurus van Auteursnamen: 071822445
- Système universitaire de documentation: 029126983
- Virtual International Authority File: 66492147
- WorldCat: E39PBJrm8tGCYbkb33H4CypHG3